# Pentwyn Dynamo F.C.
Pentwyn Dynamo Football Club – walijski klub piłkarski z dzielnicy Cardiffu Pentwyn, w sezonie 2008/09 występujący w walijskiej pierwszej lidze, zwanej Welsh Football League, w drugiej grupie.